# Kwas glicerynowy
Kwas glicerynowy – organiczny związek chemiczny z grupy hydroksykwasów, pochodna gliceryny zawierająca grupę karboksylową (−COOH).